# Tadeu di Pietro
Antonio Tadeu Di Pietro (São Paulo, 24 de janeiro de 1952) é ator, diretor e produtor cultural nascido em São Paulo.

## Trabalhos na TV
- 2016 - Gigantes do Brasil (canal History) - Francesco Matarazzo
- 2011 - A Vida da Gente - Cléber
- 2011 - Divã - médico de Mercedes (Lília Cabral)
- 2010 - Passione - advogado amigo de Fred (Reynaldo Gianecchini) que emprestou seu escritório para que Fred se passasse por advogado para Totó quando este chegou ao Brasil
- 2010 - Por Toda Minha Vida - homem que censura música de Adoniram Barbosa (Hugo Nápoli)
- 2010 - Viver a Vida - médico de Dora (Giovanna Antonelli)
- 2006 - Pé na Jaca - Barbirotto
- 2006 - O Profeta - Salvador
- 2006 - JK - Lúcio Costa
- 2005 - Belíssima - advogado de Rebecca (Carolina Ferraz)
- 2005 - América - Delegado
- 2004 - Metamorphoses - Maximiliano Garbo
- 2002 - Esperança - Homero
- 2002 - Coração de Estudante - Eric Lontra
- 2002 - Desejos de Mulher - Adan
- 2001 - O Clone - médico de Mel (Débora Falabella)
- 2000 - Aquarela do Brasil - Agente
- 1999 - Suave Veneno - Dr.Fernando
- 1998 - Chiquititas - Franco Lombardi
- 1997 - Anjo Mau - Julio Sanches
- 1997 - Por Amor e Ódio - Farah
- 1996 - O Rei do Gado - Valdir
- 1995 - Malhação - Mauro
- 1994 - Você Decide
- 1993 - Agosto - Nelson
- 1991 - Floradas na Serra - elenco de apoio
- 1990 - Rosa dos Rumos - elenco de apoio